# Cnephasia zernyi
Cnephasia zernyi es una especie de polilla perteneciente al género Cnephasia, categorizada en la tribu Cnephasiini, de la subfamilia Tortricinae.

## Distribución
Se distribuye por Marruecos.

## Taxonomía
Fue descrita por Razowski en 1959 y publicada por primera vez en (Cnephasia), Z. Wien. ent. Ges. 44: 84.